# Stopplaats Rhenoy
De stopplaats Rhenoy was een stopplaats aan de Betuwelijn bij Rhenoy. De stopplaats, met de verkorting Rij, werd in 1889 opengesteld en in 1925 opgeheven.